# Liste der Naturdenkmale in Halbe
Die Liste der Naturdenkmale in Halbe nennt die Naturdenkmale in Halbe im Landkreis Dahme-Spreewald in Brandenburg.
In den Spalten befinden sich folgende Informationen:
- Nr.: Identifizierungsnummer nach veröffentlichter Liste. Sie wird von der unteren Naturschutzbehörde des Landkreises oder der kreisfreien Stadt vergeben. Wenn sie bekannt ist, wird sie angegeben. In dieser Spalte kann sich zusätzlich das Wort Wikidata befinden, der entsprechende Link führt zu Angaben zu diesem Naturdenkmal bei Wikidata.
- Bezeichnung: Benennung des Naturdenkmals, in der Regel wird bei Bäume die Baumart genannt. Bekannte Eigennamen werden mit angegeben.
- Gemarkung: Ort oder Gemarkung, in der sich das Naturdenkmal befindet
- Lage: Nennt die Lage des Naturdenkmals im jeweiligen Ortsteil und die geografischen Koordinaten des Naturdenkmals. Link zu einem Kartenansichtstool, um Koordinaten zu setzen. In der Kartenansicht sind Naturdenkmale ohne Koordinaten mit einem roten beziehungsweise orangen Marker dargestellt und können in der Karte gesetzt werden. Denkmale ohne Bild sind mit einem blauen bzw. roten Marker gekennzeichnet, Denkmale mit Bild mit einem grünen beziehungsweise orangen Marker.
- Beschreibung: die Beschreibung des Naturdenkmales
- Schutzzweck: Erläutert den Grund der Unterschutzstellung
- Bild: Zeigt ein Bild des Naturdenkmales und gegebenenfalls ein Link zu weiteren Fotos im Medienarchiv Wikimedia Commons

## Einzelnaturdenkmale

### Briesen
| Bild                                    | Bezeichnung            | Lage                                                   | Beschreibung | Schutzzweck | Nummer |
| --------------------------------------- | ---------------------- | ------------------------------------------------------ | ------------ | ----------- | ------ |
| Direkt Bild zu diesem Denkmal hochladen | Sommerlinde            | Briesen, auf dem Gutshof ()                            |              |             |        |
| Direkt Bild zu diesem Denkmal hochladen | Roteiche 1             | Briesen, auf Koppelwiesen am Weg Briesen / Freidorf () |              |             |        |
| Direkt Bild zu diesem Denkmal hochladen | Roteiche 2             | Briesen, auf Koppelwiesen am Weg Briesen / Freidorf () |              |             |        |
| Direkt Bild zu diesem Denkmal hochladen | Roteiche 3             | Briesen, auf Koppelwiesen am Weg Briesen / Freidorf () |              |             |        |
| Direkt Bild zu diesem Denkmal hochladen | Traubeneiche           | Briesen, Dorfzentrum unmittelbar vor Schlosstor ()     |              |             |        |
| Direkt Bild zu diesem Denkmal hochladen | Japanischer Schnurbaum | Briesen, Gutspark, unmittelbar neben Schloss ()        |              |             |        |

### Freidorf
| Bild                                    | Bezeichnung | Lage                                                        | Beschreibung | Schutzzweck | Nummer |
| --------------------------------------- | ----------- | ----------------------------------------------------------- | ------------ | ----------- | ------ |
| Direkt Bild zu diesem Denkmal hochladen | Winterlinde | Briesen, Dorfstraße an der Kreuzung Halbe/Staakow/Oderin () |              |             |        |

### Oderin
| Bild                                    | Bezeichnung      | Lage                                                                                       | Beschreibung                                                  | Schutzzweck | Nummer |
| --------------------------------------- | ---------------- | ------------------------------------------------------------------------------------------ | ------------------------------------------------------------- | ----------- | ------ |
| Weitere Bilder Fotos hochladen          | 16 Rosskastanien | Oderin, Kastanienallee in Oderin (52° 4′ 43,1″ N, 13° 43′ 41,1″ O)                         | Länge: 50 Meter; an nördlichen Ortsausgang in Richtung Teurow |             |        |
| Direkt Bild zu diesem Denkmal hochladen | Stieleiche       | Oderin, 100 Meter nördlich des Wanderweges Oderin–Köthen ()                                |                                                               |             |        |
| BW                                      | 6 Stieleichen    | Oderin, 200 Meter östlich der Südspitze vom Oderiner See (52° 4′ 52,9″ N, 13° 44′ 47,3″ O) |                                                               |             |        |

### Teurow
| Bild                           | Bezeichnung | Lage | Beschreibung | Schutzzweck | Nummer |
| ------------------------------ | ----------- | --- | ------------ | ----------- | ------ |
| Weitere Bilder Fotos hochladen | Stieleiche  | Teurow, vor Dahmestraße 17 (an der Straße nach Oderin, ehemals Dorfstraße), Flur 4, Flurstück 41 (52° 5′ 19,9″ N, 13° 43′ 27,4″ O) |              |             |        |

## Flächennaturdenkmale

### Briesen
| Bild | Bezeichnung | Lage                                     | Beschreibung | Schutzzweck | Nummer |
| ---- | ----------- | ---------------------------------------- | ------------ | ----------- | ------ |
| BW   | Stietensee  | Briesen, (52° 3′ 23,1″ N, 13° 44′ 19″ O) | 5,087 Hektar |             | 4067   |

### Freidorf
| Bild | Bezeichnung         | Lage                                                                          | Beschreibung  | Schutzzweck | Nummer |
| ---- | ------------------- | ----------------------------------------------------------------------------- | ------------- | ----------- | ------ |
| BW   | Schmolluch Freidorf | Freidorf, 500 Meter westlich vom Schäfersee (52° 4′ 33,4″ N, 13° 40′ 32,5″ O) | 17,722 Hektar |             | 4033   |
| BW   | Schäfersee Massow   | Freidorf, (52° 4′ 25,7″ N, 13° 41′ 4,8″ O)                                    | 11,127 Hektar |             | 4065   |

### Halbe
| Bild                                    | Bezeichnung     | Lage      | Beschreibung | Schutzzweck | Nummer |
| --------------------------------------- | --------------- | --------- | ------------ | ----------- | ------ |
| Direkt Bild zu diesem Denkmal hochladen | Fischluch Halbe | Halbe, () | 6,587 Hektar |             | 4033   |

### Oderin
| Bild            | Bezeichnung         | Lage                                                             | Beschreibung | Schutzzweck | Nummer |
| --------------- | ------------------- | ---------------------------------------------------------------- | ------------ | ----------- | ------ |
| Fotos hochladen | Trockenhügel Oderin | Oderin, südwestlich von Oderin (52° 4′ 17,5″ N, 13° 43′ 13,6″ O) | 7,322 Hektar |             | 4068   |

## Quelle
Die Daten wurden vom Umweltamt des Landkreises Dahme-Spreewald zur Verfügung gestellt.